# 18. nordlige breddekreds
Den 18. nordlige breddekreds (eller 18 grader nordlig bredde) er en breddekreds, der ligger 18 grader nord for ækvator. Den løber gennem Afrika, Asien, det Indiske Ocean, Stillehavet, Mellemamerika, Caribien og Atlanterhavet.